# 2. Zagrebačka NL 2021./22.
U 2. Zagrebačkoj nogometnoj ligi u sezoni 2021./22. su se natjecali sljedeći klubovi:
- NK Botinec
- NK Bubamara Zagreb
- NK Croatia 98 Zagreb
- NK Čehi
- NK Čulinec Zagreb
- NK Gavran 2003 Zagreb
- NK Hrašće
- NK Hrvatski Leskovac
- NK Kralj Tomislav Zagreb š.d.d.
- NK Mala Mlaka
- NK Mladost Donji Dragonožec
- NK Omladinac Odranski Strmec
- NK Podsused Zagreb
- NK Sava Jakuševec
- NK Zagreb 041